# Selnik (Maruševec)
Selnik falu Horvátországban, Varasd megyében. Közigazgatásilag  Máriasócszentgyörgyhöz tartozik.

## Fekvése
Varasdtól 12 km-re délnyugatra, községközpontjától Máriasócszentgyörgytől 2 km-re délkeletre a Zagorje hegyeinek keleti lábánál enyhén dombos vidéken fekszik.

## Története
A falunak 1857-ben 227, 1910-ben 392 lakosa volt. 1920-ig Varasd vármegye Ivaneci járásához tartozott. 2001-ben 116 háza és 421 lakosa volt.

## Külső hivatkozások
- A község hivatalos oldala
- A község információs portálja